# マルコシアス

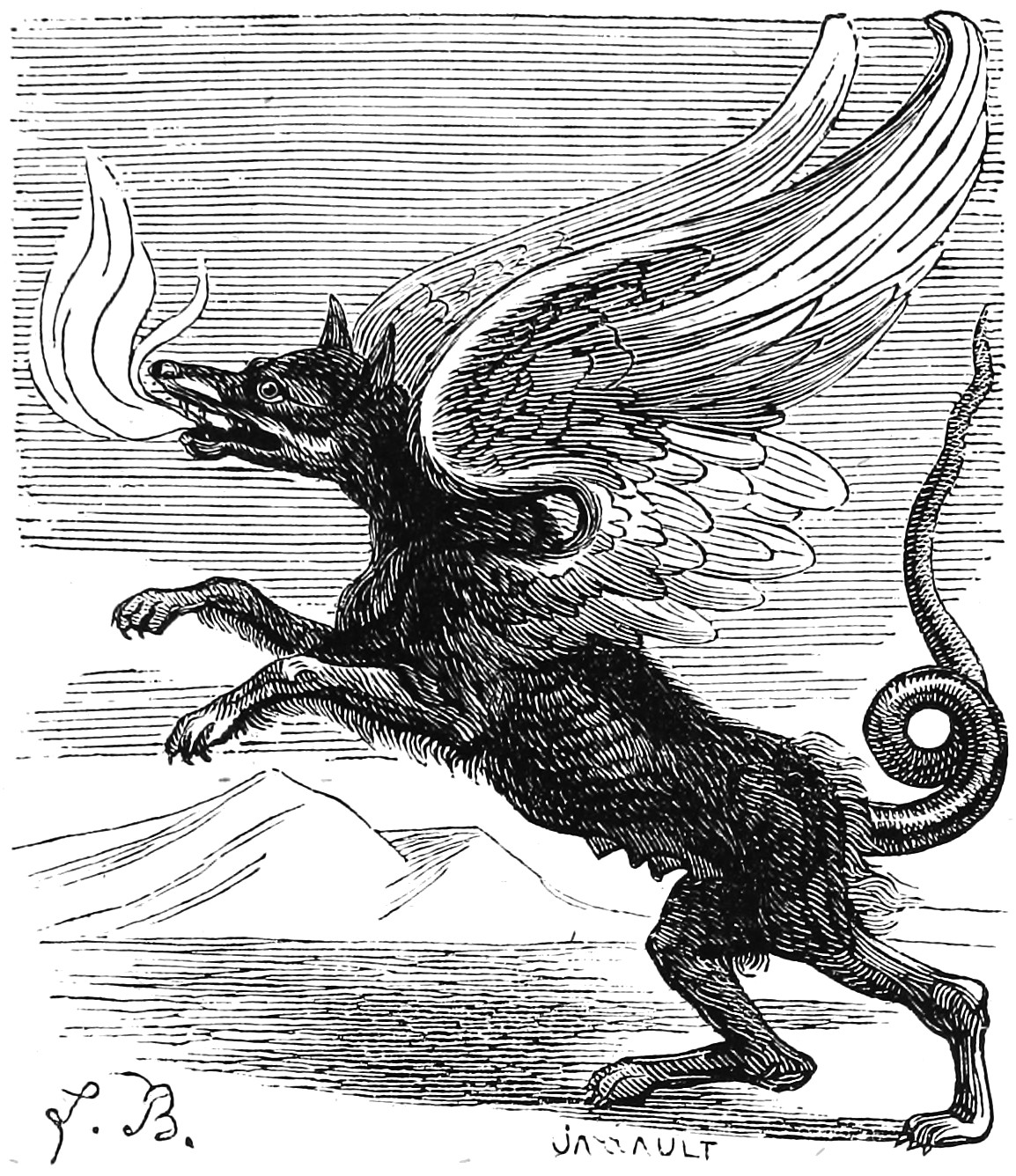
コラン・ド・プランシー著『地獄の辞典』の挿絵におけるマルコシアスの姿

マルコシアス（Marchosias）またはマルコキアス（Marchocias）は、悪魔学における悪魔の一人。

## 概要
『ゴエティア』および『悪魔の偽王国』に列挙された魔神の一人で、30の軍団を指揮する地獄の大いなる侯爵である。『ゴエティア』では35番目に、『悪魔の偽王国』では31番目に記載されている。名前は俗ラテン語で侯爵を意味する"marchio"に由来する。
『ゴエティア』によるとグリフォンの翼と蛇の尾を持ち、口からは炎を吹く狼の姿で現われ、召喚者の命令によって人間の姿になるという。強力な戦士であり、全ての疑問に正しい回答をする。また、取引をする召喚者に対してとても誠実である。
元は主天使であり、かつて主人だったソロモン王に1200年後に第七の玉座に戻りたかった、と話した事が『ゴエティア』には記述されている。『悪魔の偽王国』でも同様の記述があり、彼がこの願望に惑わされた、という記述があるがソロモン王に話したとは書かれていない。

## 日本のオカルトでのマルコシアス
伝統的な悪魔に独自の設定を組み込む江口之隆は『西洋魔物図鑑』の中でマルコシアスがグレモリーの騎獣であったという設定を付け加えている。